# Criorhina japonica
Criorhina japonica är en tvåvingeart som först beskrevs av Matsumura 1916.  Criorhina japonica ingår i släktet pälsblomflugor, och familjen blomflugor. Inga underarter finns listade i Catalogue of Life.